# Cinepak
Cinepak – kodek plików AVI, pierwotnie obsługujący tylko pliki QuickTime.